# Faella
Faella est une frazione dans la commune de Pian di Scò de la province d'Arezzo dans la région Toscane en Italie.
Faella est situé près de Castelfranco di Sopra, Figline Valdarno, Reggello, San Giovanni Valdarno. Elle est à une distance de 30 km de Florence et à 35 km d'Arezzo.

## Jumelage
Horme (France) depuis 1993

## Histoire
Faella a été construit en Moyen Âge, près d'un château appartenant à Renuccino Ranieri et rappelé dans 1168.
En 1204 le village appartenait à la famille de Da Quona et, plus tard, Alberto Ranieri Ricasoli, comme l'a raconté le canoniste et écrivain  Lapo Castiglionchio.
Faella, pendant le Moyen Age était situé dans le Contado de Florence donc soumise à son Commune et à sa Seigneurie. Lorsque, à partir de 1250, Florence  été divisée en sestiere, Faella été affectés à le "Sestiere  de San Piero". En XIVe siècle, lorsque les sestieri ont été remplacés par des quartiers, été inclus dans le "Quartier de San Giovanni".
Après la construction de la forteresse de Castelfranco di Sopra de 1299, Faella est appelé à faire partie de la "Lega di Castelfranco", avec treize villages qui composent la communauté.
En 1773, avec la réforme de la Léopold II du Saint-Empire, Faella a été annexée à la Communauté de Castelfranco di Sopra. En 1811, lors de l'invasion française, a été déplacé à la place dans la Communauté de Pian di Scò.
À la suite de la réorganisation administrative de la Grand-duché de Toscane, la municipalité de Pian di Scò adoptée en 1825, dans la province d'Arezzo. Même Faella, par conséquent, ont commencé à faire partie de la province d'Arezzo.
Au cours de la Seconde Guerre mondiale, à l'aube du 27 juillet 1944, Faella a été complètement détruite. Pour ralentir le armées alliées, les Allemands ont fait sauter les bâtiments, les routes et les ponts. Une grande partie du patrimoine artistique de village a été détruite.